# Camí del Mas de les Monges
El Camí del Mas de les Monges és un camí del terme de Reus a la comarca catalana del Baix Camp.
Sortia de la carretera de Salou, d'allà on té l'entrada el Barri Montserrat, davant del Mas de Bellveny, ara enderrocat. Ara, després de les obres de la T-11, surt de l'encreuament d'aquesta amb la C-14 o carretera de Salou per la seva banda sud. Va paral·lel per l'esquerra, i a una certa distància, del Barranc de l'Escorial. Poc després deixa a l'esquerra el Camí Vell de Salou, passa pel costat de la Depuradora d'Aigües de Reus, travessa el Barranc de l'Escorial i passa entre el Mas de les Monges i el Mas de Giró. Agafa una direcció oest-nord-oest i puja a trobar el Camí de la Font del Carbonell.